# 天祿堂
天祿堂位於四川省自貢市貢井區，文物遺址年代判定為1937年。2012年7月16日公佈為第八批四川省文物保護單位。
天祿堂位於四川省自貢市貢井區彼溪街育才路1號，坐東向西，始建於民國二十六年(1937)I占地面積2736.75米。天祿堂又名余家公館，系中國抗日獻金第一人、自貢鹽業新四大家族之一的仁商余述懷的堂號兼宅邸，是自貢現存最完好的鹽商住宅。整體建築為磚木結構，三層四個四合院。四合院佈局，穿鬥、抬梁式構架，四周則以回廊環繞和銜接。高臺牌樓式的山門，四合院中間四方形的天井又叫“四水歸一”，脊上隨處可見的福、祿、壽等圖案。天祿堂設計精巧，功能齊全，是清代川南地區民居宗祠建築的典範，為研究建築學及建築風水學及中國傳統文化提供了珍貴的實物資料，是研究中國鹽業史、中國經濟史和自貢因鹽設市歷史不可多得的實物資料現，具有較高的歷史研究和文物保存價值。2009年，天祿堂被自貢市人民政府公佈為市級文物保護單位。